# Elijah Kelley
Elijah Kelley född 1985 i LaGrange, Georgia, är en amerikansk skådespelare.
Han spelar Seaweed i musikalfilmen Hairspray som hade premiär i juli 2007.

## Filmografi (urval)
- 2006 – Take the Lead
- 2007 – Hairspray
- 2012 – Red Tails
- 2013 – The Butler
- 2015 – Strange Magic (röst)